# Harley-Davidson Touring
I modelli Harley Davidson Touring utilizzano motori Big-Twin o Twin Cam e sono caratterizzati per le loro carenature rigide (che le conferiscono il soprannome di "dressers" o “bagger”). Tutte le denominazioni Touring iniziano con le lettere FL, ad esempio, FLHR (Road King) e FLTR (Road Glide).
Sono caratterizzate da un telaio con ammortizzatori laterali, borse posteriori rigide o in pelle, parabrezza anteriore contenente radio o computer di bordo (tranne il road king che viene venduto anche senza il parabrezza), e barra paramotore, lo scopo principale di queste motociclette è il comfort di guida nei lunghi viaggi.
Nel corso degli anni questa famiglia ha subito numerose evoluzioni.
Oggi la famiglia delle touring comprende il Road King, Road Glide Street Glide e Electra Glide.

## Storia
Il precursore della famiglia touring fu FL del 1941 che montava un motore  Knucklehead da 1200 cc.
Già a partire dal 1936 era in vendita il modello EL con 61" (1000cc), esteticamente identico al 74" (1200cc) FL introdotto nel 1941. Il motore più piccolo rimase in listino fino al 1952.
Sin dagli albori questi modelli sono i primi a venir motorizzati con le cubature maggiori e con sospensioni sempre più evolute (a fronte del fatto che la famiglia è nata per soddisfare l'esigenza di percorrere spazi sempre più grandi offrendo il maggior comfort disponibile).
La famiglia touring viene introdotta con la motorizzazione Harley-Davidson Shovelhead nel 1980, la prima ad adottare il batwing anteriore, e viene portata avanti con numerosi aggiornamenti fino ai giorni nostri. 
La struttura si distingue per lo sterzo che e fu il primo a essere nascosto all'interno di una cover (nacelle), oltre che per i fissaggi in gomma che permisero di isolare il pilota dalle vibrazioni.
Oggi tra i numerosi optional si trovano radio lettore multimediale computer/navigatore di bordo sistema di casse amplificate ecc…

## I modelli
- Road King, presentata nel 1994 la FLHR è la più leggera della famiglia touring. Monta dei cerchi in lega e ammortizzatori posteriori laterali a gas, come gli altri modelli. L'anteriore è caratterizzato da “nacelle” (una particolare cover che avvolge le piastre e il grande faro anteriore) con la possibilità di montare un parabrezza trasparente che può essere smontato e rimontato velocemente tramite supporti a sgancio rapido. Come tutti gli altri modelli della famiglia ha gli scarichi bassi uno per lato, il che permette di montare due borse posteriori, rigide e in tinta con la carrozzeria sul modello base. Dal 1998 al 2016 si affianca anche il modello FLHRC (la "C" sta per Custom), la quale si differenzia dal modello base per delle borse in pelle a bauletto, i cerchi a raggi e gli pneumatici con fascia bianca. Nel 2017 viene presentato il Road King Special caratterizzato da motore e finiture "all black" e scarichi 2 in 1.
- Electra Glide presentata nel 1965 la FLH Electra Glide è stata la prima Harley Davidson con avviamento elettrico (da qui il nome). Tra le capostipiti della gamma Touring le sue particolarità sono all'anteriore il tipico “batwing” (parabrezza dalla forma inconfondibile in vetroresina a sagoma larga che permette di coprire il pilota dall'impugnatura del manubrio), borse rigide laterali e come optional un capienteTour Pack (bauletto portabagagli dietro la schiena del passeggero).
- Street Glide, presentata nel 2006, si distingue dalla sua sorella maggiore Electra Glide per il singolo faro anteriore senza i faretti supplementari, gli specchietti retrovisori inglobati nel "batwing", parabrezza basso e scuro, sella sottile e ammortizzatori più corti e rigidi rispetto all'Electra Glide che la rendono più bassa e filante. Ispirata allo stile custom bagger.
- Road Glide, Si diversifica dalla Street Glide e dalle Electra Glide per montare una carenatura anteriore fissa al telaio e non al manubrio, chiamata "Sharknose" (naso di squalo chiamata così per via della sua forma) a doppio faro.